# Brevoort Island
Brevoort Island är en ö i Kanada.   Den ligger i territoriet Nunavut, i den östra delen av landet, 2 100 km norr om huvudstaden Ottawa. Arean är 271 kvadratkilometer.
Terrängen på Brevoort Island är lite kuperad. Öns högsta punkt är 419 meter över havet. Den sträcker sig 45,0 kilometer i nord-sydlig riktning, och 23,7 kilometer i öst-västlig riktning.
Trakten runt Brevoort Island består i huvudsak av gräsmarker.